# Jacques Madubost
Jacques Madubost (6. června 1944 – 29. června 2018 ) byl francouzský atlet, mistr Evropy ve skoku do výšky z roku 1966.
Jeho největším úspěchem byl zisk titulu mistra Evropy ve skoku do výšky v roce 1966. V této sezóně dvakrát vylepšil francouzský rekord v této disciplíně – nejlépe na 215 cm.